# Особняк Мантэн
Мантен (фр. Maison Mantin) – французский особняк, построенный в конце XIX века, находящийся в Мулене, департамент Алье, центральная Франция. Принадлежитжал французскому предпринимателю Луи Мартену, владевшему им до 1905 года.
Особняк был закрыт в течение более чем века и вновь открылся в ноябре 2010 года как музей.

## История
Строительство особняка начато по инициативе первого владельца, Луи Мантена, нуждавшегося в месте для размещения его обширной коллекции антиквариата и произведений искусств. Проект здания был создан архитекторами Рене-Жюстином (1858–1924) и Жан-Белизаром (1828–1899) Морё. Особняк Мантен был построен в 1893 году.
Мантен, перед своей смертью в 1905 году, завещал особняк городу Мулен. В завещании было сказано, что здание должно остаться нетронутым – через 100 лет особняк демонстрируется посетителям как "пример жилища французского буржуа в конце XIX века".
Исходя из завещания, особняк оставался закрытым на протяжении всего двадцатого века, вместе со всей коллекцией Луи Мантена, и пришёл в ветхий вид. Здание открылось в ноябре 2010 года после реставрации, ныне в нём располагается музей.

## Галерея

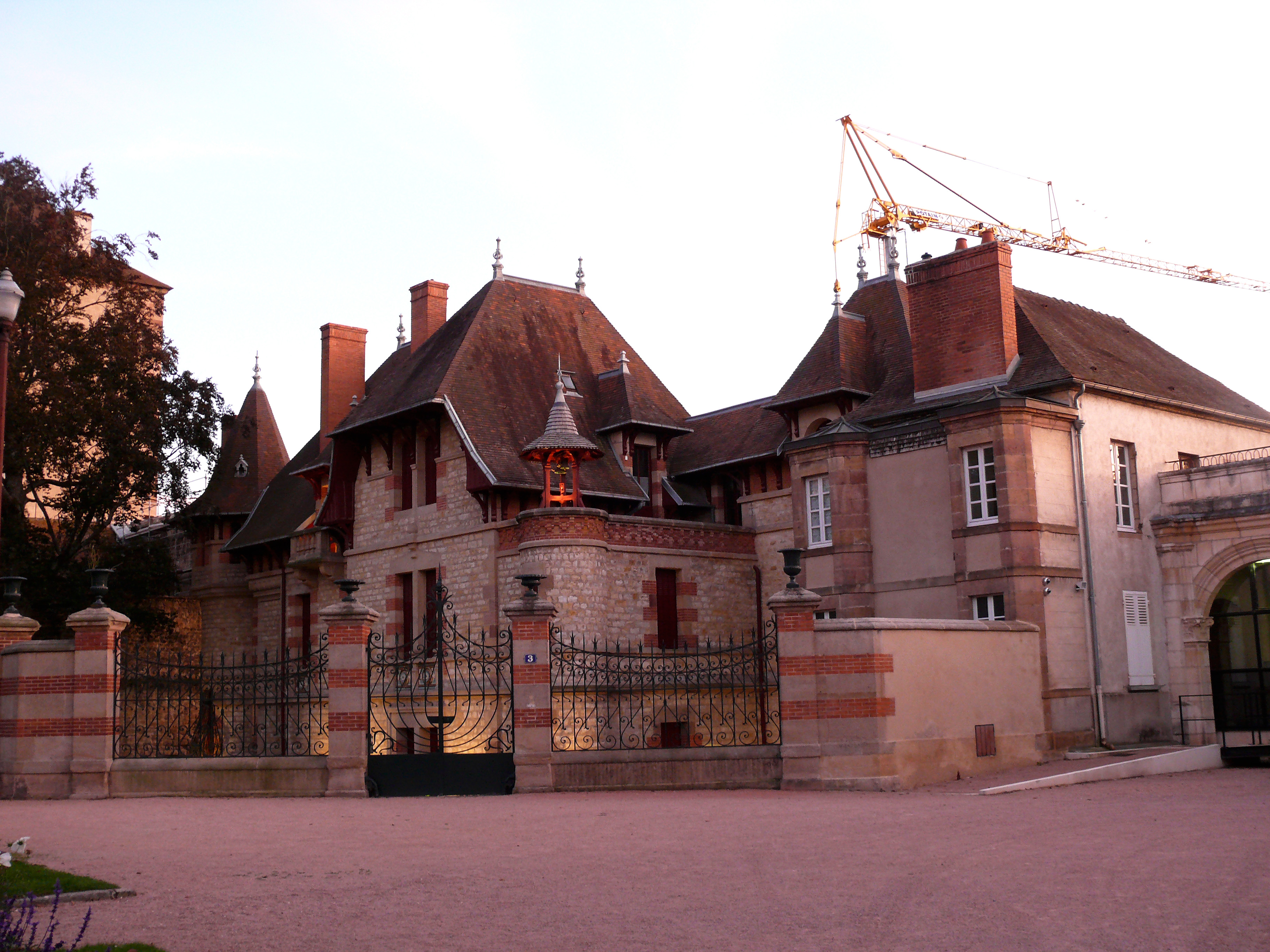
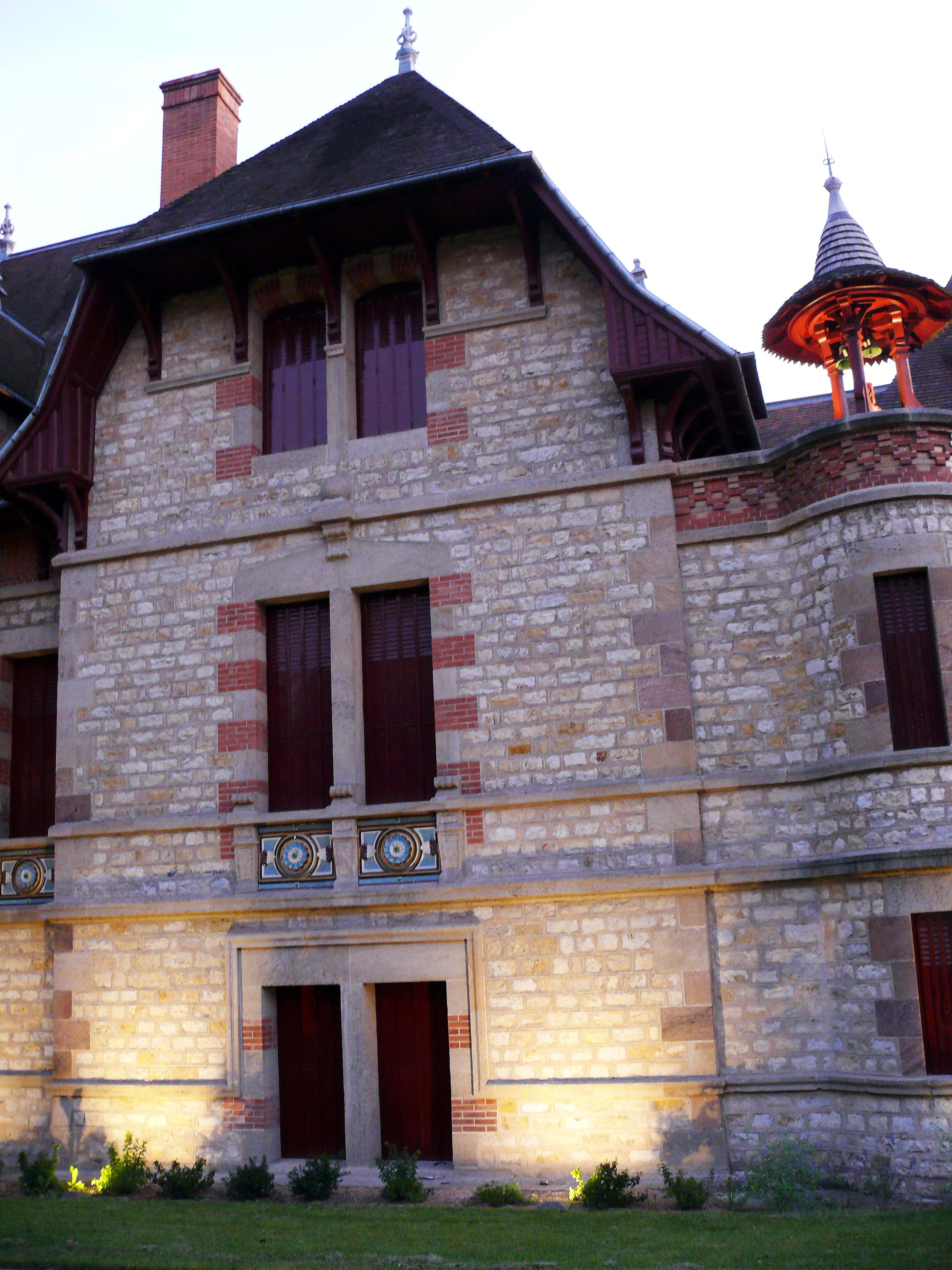
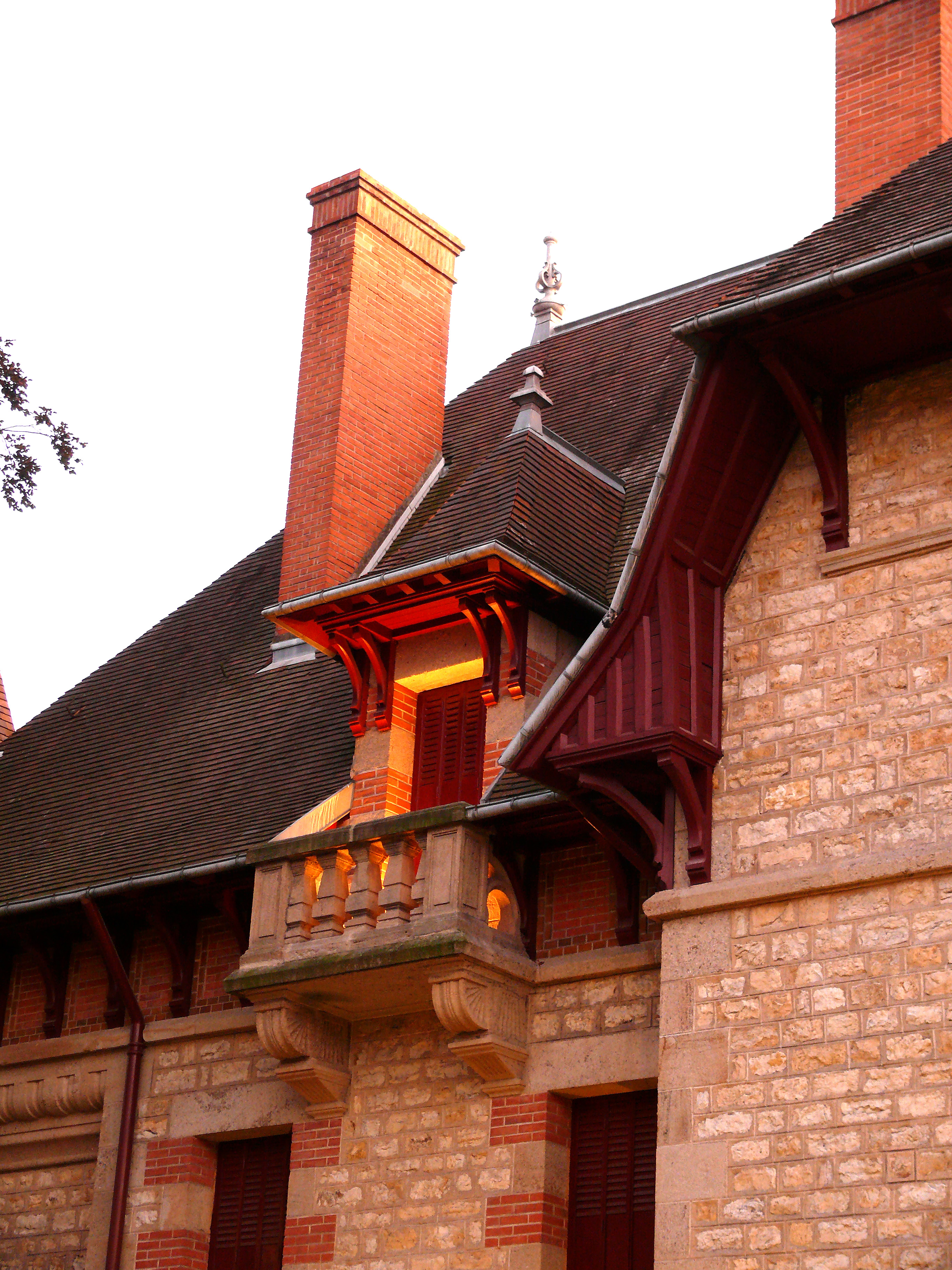
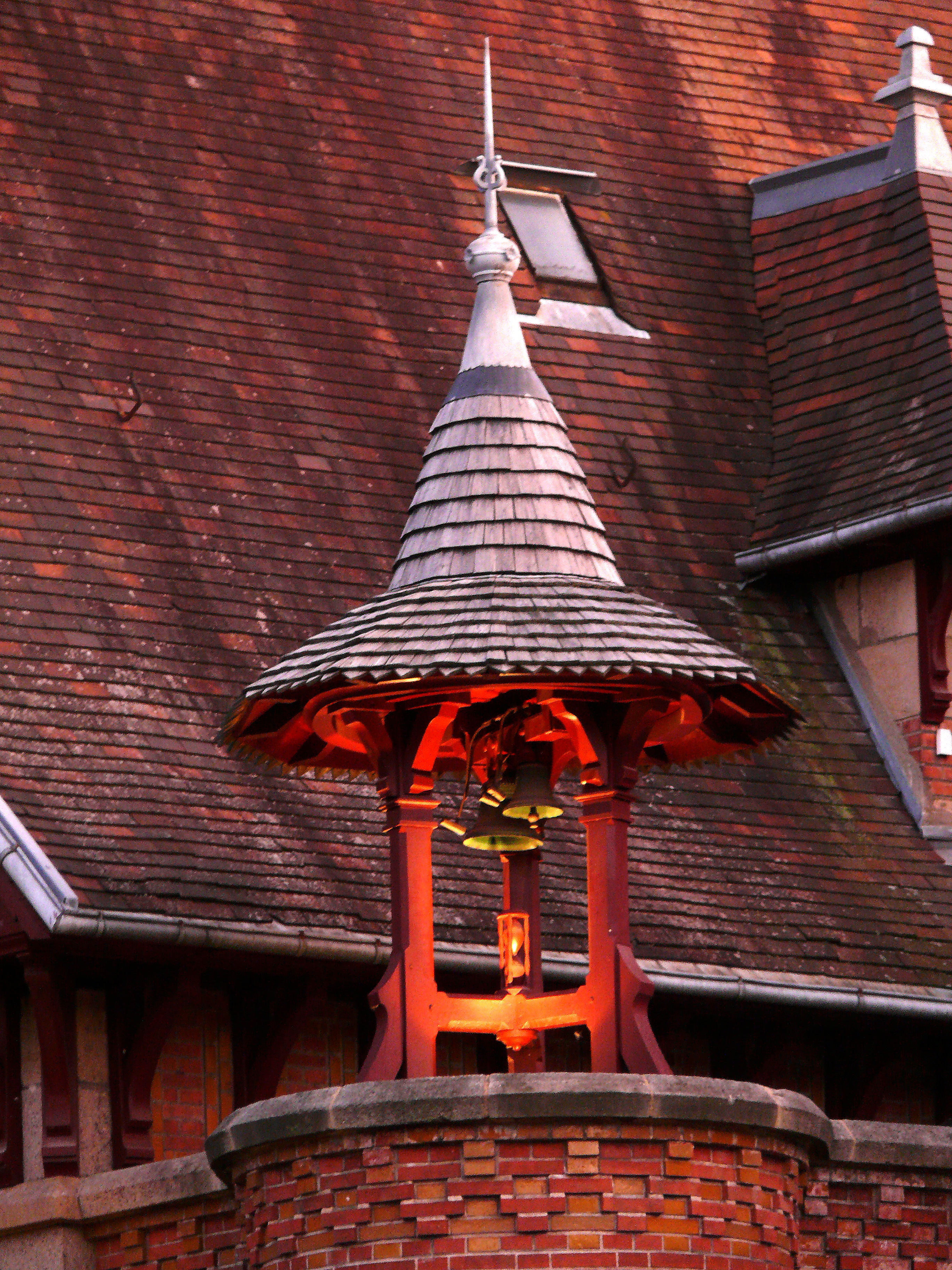
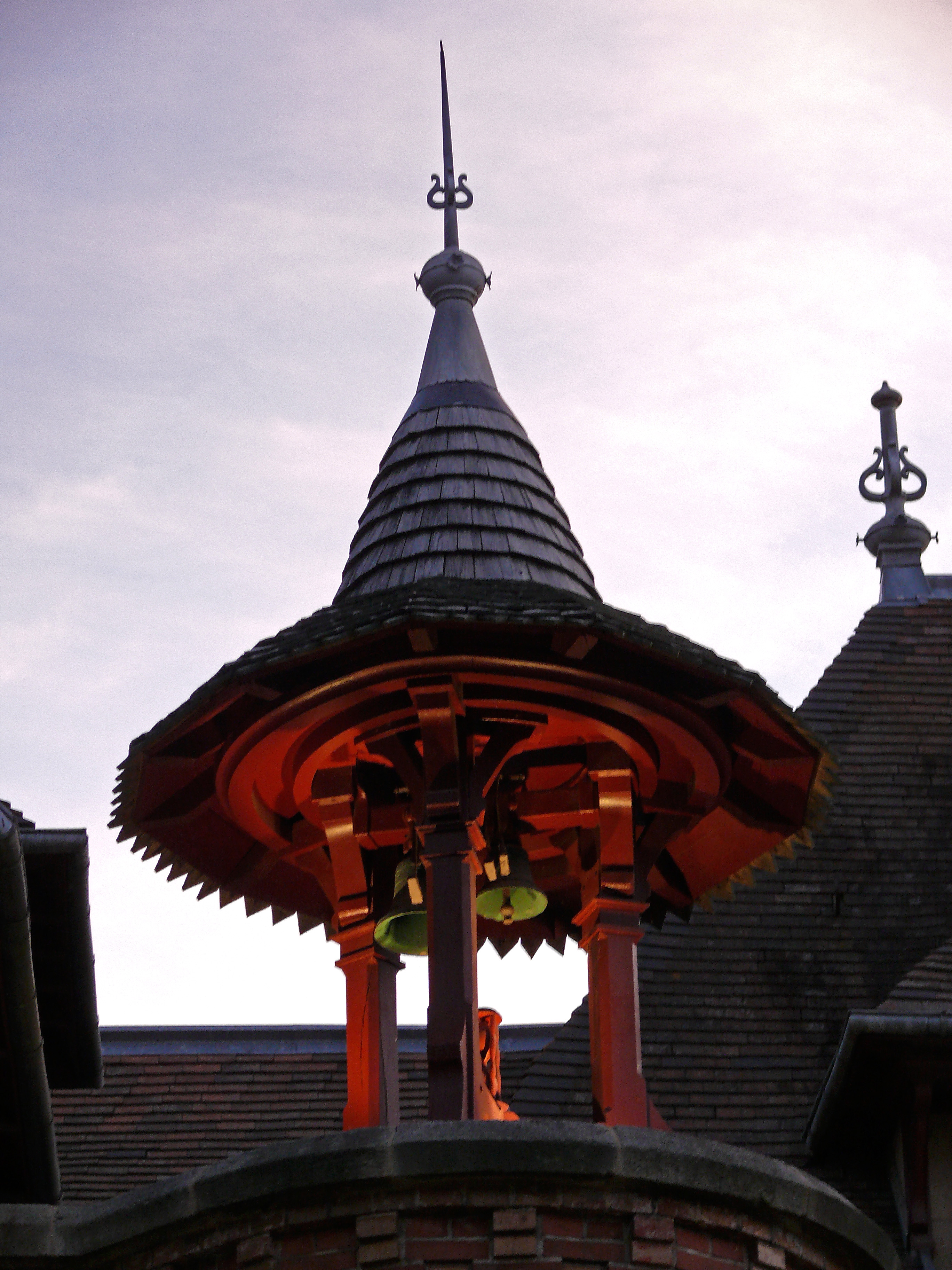
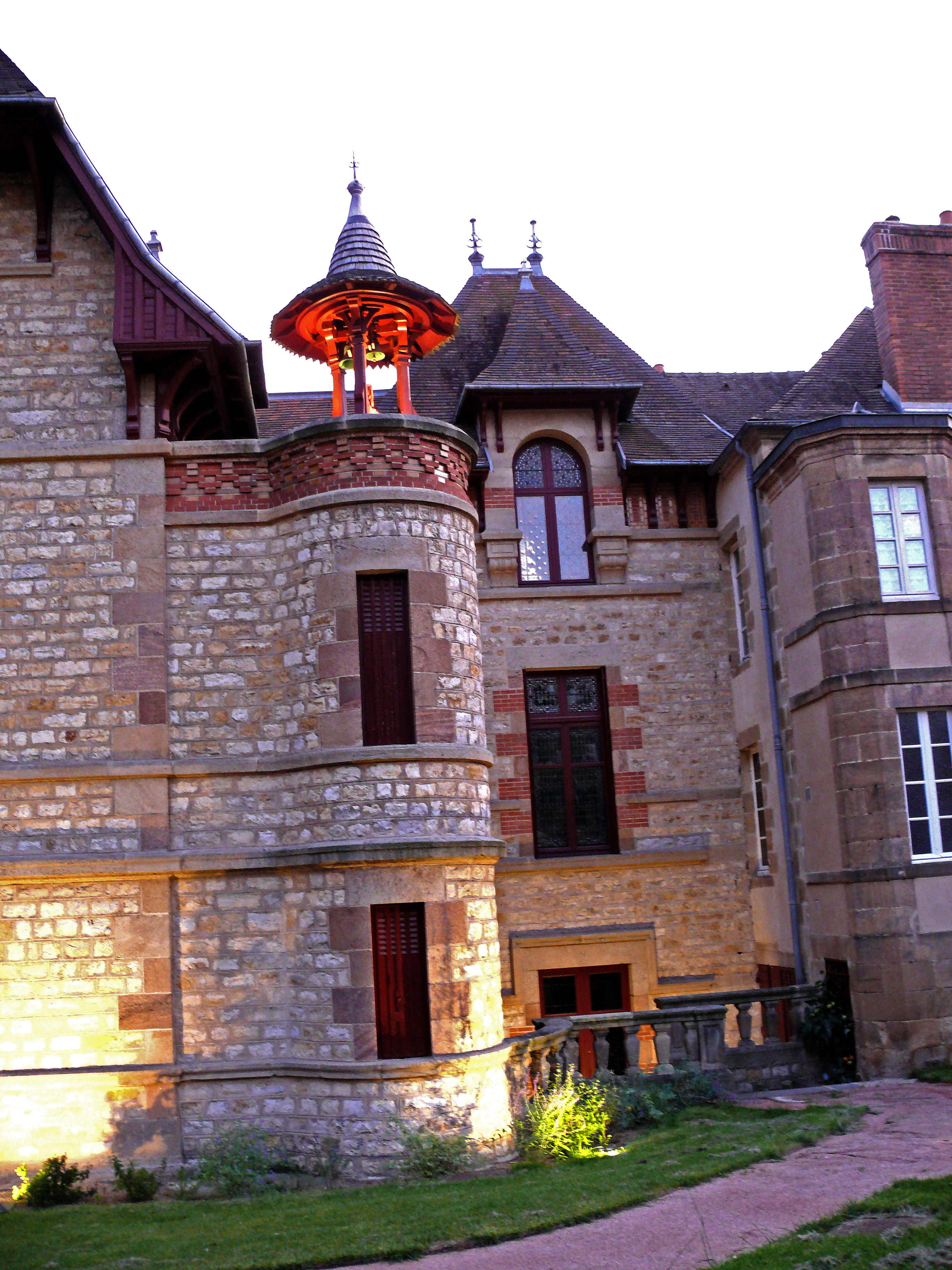